# التصوير السينمائي في الرعاية الصحية
يُعرف مفهوم نقل المعرفة في مجال الرعاية الصحية باستخدام التصوير السينمائي أن الأفلام التي تحتوي على محتوى تم تصميمه بعناية والتحقق منه باستخدام الرسومات والرسوم المتحركة والفيديو الحي، يمكن أن تكون واحدة من أكثر الطرق فعالية لنقل المعرفة بوضوح وسرعة، إلى الأشخاص غير المحترفين وأخصائيي الرعاية الصحية.

## تاريخ التصوير السينمائي الطبي

### أواخر القرن التاسع عشر
يعود استخدام التصوير السينمائي لتحسين ممارسة الرعاية الصحية وتقديمها إلى أواخر القرن التاسع عشر في أوروبا الغربية.
إيتيان جول ماري (عالم وفسيولوجي فرنسي)، يوجين لويس دوين (جراح فرنسي)، بوليساو ماتوشوفسكي (مصور بولندي، في فرنسا كتب اسمه الأول باسم بوليسلا)، وجورجي مارينيسكو (طبيب أعصاب روماني)، هؤلاء بعض رواد التصوير السينمائي الطبي.
في عام 1888، تم تصوير جراحات دوين في الفيلم. أصبحت أفلامه سيئة السمعة بحقيقة أنه تم نسخها وعرضها في أرض المعارض. قد يفسر التحيز الإجتماعي الناتج عن ذلك بطء انطلاق التصوير السينمائي الطبي. فمثلاً، في عام 1910، قال أحد الأشخاص ما يلي بخصوص مقاطع فيديو دوين: ، «هذه الصور تذوقت الإعلان، ولم تحظى بشعبية على الإطلاق، باستثنائها كعرض جانبي بين أعضاء المهنة الأقل ميلاً علمياً.»
ولكن فيلم دوين حدد الفرق مابين المفهومين `فيلم للترفيه` مقابل `فيلم للطب`.
في عام 1893، استخدمت ماري التقنية لدراسة علم وظائف الأعضاء والحركة. في عام 1898 قام بوليساو ماتوشوفسكي بتسجيل أفلام طبيه في باريس (في ذالك الوقت، عاصمة الأعصاب في العالم). في مستشفى بيتي سالبترير قامت بتصوير العمليات الجراحية وحالات الأشخاص المصابين بالاضطرابات العصبية والعقلية.
جورجي مارينيسكو (طبيب أعصاب روماني) درس على يد بروفسور فرنسي مشهور جان مارتن شاركوت ثم عاد إلى بوخارست واصبح رئيس الأطباء في مستشفى بانتليمون.
مابين 1898-1902 أجرى مشروعًا سينمائيًا، وتم تسجيل وتحليل سلسلة من الحالات العصبية في المرضى.
أتقن تطبيق تقنيات التصوير على علم الأعصاب السريري ونشر خمس مقالات على أساس التحليل السينمائي. كتب مارينيسكو أن دور التصوير السينمائي هي «للإستكمال وحتى الاستبدال، في أي مقياس ممكن، العرض الوصفي للظواهر بمزيد من الدقة، تحليل أكثر دقة، اللذي يتكون من تسجيل الحركة بمساعدة الإجراءات الخاصة» 
في عام 1905 آرثر فان جيوشتن (أخصائي التشريح والأعصاب بلجيكي) بدأ بتصوير مرضى الأعصاب وقام ببناء مجموعة من الأفلام لأغراض التدريس. مجموعته استثنائية من حيث الكم والنوع.

### أوائل القرن العشرين: التصوير السينمائي الطبي كـدعاية
في عام 1910 أنتج توماس إديسون أول فيلم خاص بالتثقيف الصحي للعامة، فرفع به مستوى الوعي حول الوقاية من مرض السل. كان الرأي في ذلك الوقت "رأى الدعاة أن التعليم يقتصر على تقديم الحقائق. تم تصميم الدعاية للتحكم في الآراء والأفعال، دون الحاجة لاستخدام القوة المباشرة. ناشدت الدعاية معظم الإصلاحيين الصحيين التقدميين كوسيلة لتوفير دعم ديمقراطي شعبي حقيقي للنخبة الطبية المدربة.
عرّف د. كلاينشميت من جمعية مرض السل الدعاية الجيدة على أنها 'تلقيح فكري' والذي كان هدفه المُعلن 'التحكم في الإرادة من خلال التعليم'. لم يكن هدف دعاة الصحة مجرد إعلام ولكن إقناع، للسيطرة على الأفكار والأفعال الفردية."
تعرض فيلم إديسون لانتقادات بسبب «التحريف، المبالغات، وعدم الدقة الكامنة في تنسيق الميلودراما. لقد بالغت الأفلام بشكل واضح في قدرة الدواء على التعامل مع مرض السل؛ وقاموا بتضخيم آثار وأعراض المرض بشكل كبير.»
خلال الحرب العالمية الأولى، استخدام الدعاية الطبية مناشدة للحكومة الأمريكية والوكالات الخاصة، التي عملت معاً "لإنتاج وتوزيع الصور المتحركة للأمراض التناسلية، بما في ذلك الميلودراما الطويلة المناسبة للقتال وأفلام أخرى أقل شهرة.
هذه الأفلام، صنعت بالأصل للمتدربين العسكريين وعمال الحرب، وتمت مراجعتها لتظهر للمدنيين، بينما تزايدت الأدلة على ذلك ومع إصابة العديد من الجنود قبل التحريض." 

### التصوير السينمائي الطبي المستخدم في الرعاية الصحية
شهدت ثلاثينيات القرن الماضي صعود التصوير السينمائي الطبي المستخدم للوصول إلى أهداف الصحة العامة. في عام 1933، نشرت مجلة الاتصالات مقالًا بشأن دعاية التحصين في الولايات المتحدة: "قام د. ناش بتجنيد الفيلم السينمائي. وقد لاحظ أن الأفلام الأمريكية التي توضح التحصين لا تظهر على الفور، بحيث يتم ترك المتفرجين لاستنتاج شيء غير مقبول. ولكن في ال 16 ملم.
فيلم من إنتاج شركة كوداك المحدودة. في عيادته، تم تصوير العملية برمتها، وعلى الرغم من ذلك بين الحين والآخر قد يكون هناك تكشير أو تلميحًا للتوتر، ولا يوجد بكاء أو مقاومة بالتأكيد. الأطفال في الفيلم، لم يتم تدريبهم عليها، ويتصرفون بشكل مثالي. إنه فيلم ممتاز وينبغي أن يفعل الكثير لتبديد مخاوف الآباء." 
في عام 1935 اصدرت المجلة الطبية البريطانية. يمكن للمرء أن يقرأ النصائح التالية فيما يتعلق باستخدام الأفلام في الصحة العامة: «إذا أرادت مهنة الطب، على سبيل المثال، تطبيق الوقاية الواسعة الانتشار ضد مرض الديفتيريا، يمكن أن يأخذ ورقة من كتاب بابوورث ويروي قصة عن الأفلام التي ستساعد في محو مرض الديفتيريا في غضون سنوات قليلة. ليس من الجيد محاولة إقناع الناس بضيق هذا المقياس أو ذاك من الصحة بصوت العقل، إن النداء العاطفي هو الذي يفوز اليوم؛ برّر منطقيًّا بعد ذلك بتواضع. الفلم، بهجومها القسري على العين والأذن على حد سواء، هو سلاح دعاية قوي. ويمكن استخدامه بشكل فعال من أجل 'عرض' فكرة الطب الوقائي على الجمهور. ربما وزير الصحة، هوارد كينغسلي وود، سيد الدعاية، قد يستعين بمساعدة الصورة المتحركة في حملته من أجل تحسين صحة الناس.»

## الاستخدام السينمائي المعاصر في الرعاية الصحية: نقل المعرفة بالرعاية الصحية
بحلول الثمانينيات، أصبحت الأفلام الطبية وسيلة راسخة لكل من التدريب الطبي وتدريب المرضى. وقد تضمنت عدد من مجلة التمريض الأمريكية لعام 1987 فرعا كاملا من الصفحات عن الأفلام والأشرطة يغطي مواضيع واسعة مثل الإيدز إلى الحياة اليومية للمسنين، الأمهات العاملات والإيدز وتعاطي الكحول وحتى اللياقة العاطفية.
اليوم، يعرف مفهوم نقل المعرفة بالرعاية الصحية بأن مقاطع الفيلم (مع محتوى تم صياغته والتحقق منه بعناية، واستخدام الرسومات والرسوم المتحركة والفيديو الحي)، يمكن أن تكون واحدة من أكثر الطرق فعالية لنقل المعرفة بوضوح وسرعة، لكل من الأشخاص العاديين (المرضى والعائلات والأصدقاء)، وأخصائيي الرعاية الصحية.
وعادة ما يتم نقل المعلومات الجينية (أي معلومات غير خاصة بالمريض) يميل إلى أن يحدث على أساس خاص إلى حد ما، مباشر، واحد لواحد، بشكل عام أقل تنظيما بشكل جيد، وأقل شمولا، وبالتالي أقل نجاحا (في حين أنه أيضا أكثر تكلفة وأقل كفاءة في الوقت).
ومع ذلك، لكي تكون فعالة ومجديه، يجب أن تكون جودة محتوى الفيلم عالية جداً. يُعد فهم المريض للظروف والعلاجات أمرًا مهمًا لرعايتهم ورفاهيتهم، لذلك من المفيد أن تكون المقاطع المصممة بعناية متاحة على مدار الساعة طوال أيام الأسبوع. كما أنه يساعد المرضى عند حضور الاستشارات الهامة التي تشكل الأساس للرعاية الصحية الجيدة. إذا كان المرضى أكثر إلمامًا وأفضل استعدادًا، يمكنهم التركيز على حالتهم الخاصة بدلاً من المشاكل العامة.
تحتوي الأدبيات في هذا المجال أيضًا على أمثلة لما يمكن أن يحدث عندما لا يتم تقديم محتوى الفيلم بشكل جيد وتقديمه. في عام 2000، سلطت دراسة للسرطان في المملكة المتحدة الضوء على تأثير الفيديو رديء الجودة. ويعترف المؤلفون بأن «التجارب العشوائية لتعليم الفيديو لم تسفر عن نتائج ثابتة بنفس القدر. ذكرت تجربة عشوائية في المرضى الذين يخضعون لـ تنظير القولون زيادة المعرفة والرضا لكنها فشلت في إثبات انخفاض في القلق. ذكرت دراسة مماثلة في المرضى الذين يتلقون الاستشارة الوراثية فوائد مماثلة ولكن مرة أخرى لم ينخفض القلق. فشلت تجربتان عشوائيتان أخريان، الأولى في المرضى الذين خضعوا لجراحة الثدي والثانية في المرضى الذين يخضعون لعملية قسطرة الأوعية الدموية التاجية، في إظهار أي تحسن في الرضا أو القلق. يشير الاختلاف في نتائج هذه التجربة إلى أن جودة المحتوى، مثل جميع المواد التعليمية، ذات أهمية قصوى وكيفية استخدامها أمر حيوي للنجاح. ولا شك أن إشراك المرضى في عملية التطوير وإظهار المرضى الذين يروون تجربتهم الشخصية من شأنه أن يساعد في هذا السياق. إن استخدام الشخصيات التلفزيونية المحترمة يقدم الوجه المألوف للاحترام والاحتراف. قبل كل شيء، تفشل معظم الدراسات في الاستفادة من الدور الذي يجب أن يلعبه الفيديو في مواصلة العملية التعليمية في المنزل مع مقدمي الرعاية وأصدقائهم، ولكن بدلاً من ذلك، اطلب من المرضى مشاهدته في البيئة غير المألوفة للعيادة.»
مع الاستخدام الواسع للإنترنت منذ أواخر التسعينات، هناك إمكانية هائلة لإتاحة الأفلام المتعلقة بالصحة، مجانًا عند الحاجة، عبر الإنترنت. علاوة على ذلك، يرى القرن الحادي والعشرون اندماجًا متزايدًا لــ وسائل التواصل الاجتماعية والأجهزة المحمولة في حياتنا، وبالتالي تمكين اعتماد أوسع لنقل المعرفة الصحية القائمة على الأفلام.

## دراسات حالة لنقل المعرفة الصحية عن طريق التصوير السينمائي
وهناك قائمة حديثة من الأفلام الطويلة "Outreach" - فيلم عن طريقة عمل وحدة متخصصة في إصابة العمود الفقري، [فيلم المريض لإصابة العمود الفقري]، فيلم حائز على جوائز للمرضى الجدد الذين يعانون من إصابات في النخاع الشوكي، فيلم عن البروتوكول الصحيح لتقييم كرسي متحرك وشرائه للمرضى الأفراد، والعديد من الأفلام عن  النجاة من السرطان.

### اختيار كرسي متحرك: دراسة حالة في المملكة المتحدة
تم إعداد الإنتاج لمدة 55 دقيقة للمساعدة في تحسين الرفاهية والنتائج طويلة المدى لمستخدمي الكراسي المتحركة في بريطانيا البالغ عددهم 1.2 مليون مستخدم. ولا يفهم العديد من الناس أهمية الحصول على كرسي متحرك مناسب؛ أو الإعداد والدعم المناسبين، أو تخفيف الضغط المناسب. الحكم في المملكة المتحدة غير مكتمل، في الواقع، لا يوجد - على نحو مدهش - أي متطلبات تأهيل لمقدم / محدد خدمات الكراسي المتحركة في الخدمة الصحية الوطنية (NHS).
يتضمن الفيلم كبار الخبراء والممارسين في هذا المجال، بالإضافة إلى دراسات حالة، وحتى تاريخ تمهيدي للكرسي المتحرك. ومن ثم، فإنه يقدم نظرة شاملة وكلية لأفضل الممارسات والتقييم، ويدعمه العديد من أصوات الخبرة. بالنسبة لهيئة الخدمات الصحية الوطنية، فإن الفوائد الطويلة الأجل المترتبة على توفير الخدمات المناسبة للسكان المسنين كبيرة جدا.

### فيلم مريض إصابات العمود الفقري
إصابة الحبل الشوكي (SCI) المصابة حديثا يشعر المرضى بالقلق بشأن ما يحدث لهم وما يترتب على ذلك من آثار طويلة المدى. عندما يتم إدخال المريض إلى المستشفى باصابات النخاع الشوكي فهذا أمر مؤلم لعائلته وأصدقائه وأحبائه أيضًا. أحد التحديات التي يواجهها الأطباء هو التواصل مع 'دعاة' المريض، والأشخاص الذين قد لا يعرفون سوى القليل عن إصابة الحبل الشوكي، أو عملية الرعاية، أو مشاكل التشخيص. قد يشعرون بالإرهاق بشكل مفهوم، ويريدون إجابات... «دكتور، هل سيمشي مرة أخرى؟.»
مستوحى من آراء المرضى، قام المخرج الحائز على جوائز ماركوس ديليستون بإنتاج فيلم «من الظلام إلى النور»،] للمساعدة في شرح المشاكل الأساسية مع اصابات النخاع الشوكي ولتقديم رؤية المريض. لم يتم تصميم الفيلم بحيث يحل محل المناقشة المباشرة، بل بهدف تكميله.
تم تصور الفيلم على أنه أداة اتصالات 'إرشادية' في المستشفيات، مع قرار متى (وإذا) لتقديم الفيلم للمريض أو المدافعين عنه من قبل الفريق السريري.

### أفلام النجاة من السرطان
عندما يتم تشخيص شخص مصاب بالسرطان، يكون العلاج في الغالب محور النقاش بين المرضى ومقدمي الرعاية الصحية والأسرة. ومع ذلك، فإن المرحلة التالية من الرعاية، النجاة من السرطان، هي أقل مناقشة بكثير. رفع تقرير معهد الطب (IOM) لعام 2005 «من مريض السرطان إلى الناجي من السرطان: فقد في مرحلة انتقالية» الوعي بالمسألة. يواجه الناجون من السرطان تحديات فريدة من نوعها، في حين أن مقدمي الرعاية الصحية ليس لديهم دائمًا الوقت والموارد والتدريب لتقديم المشورة والمساعدة.
دراسة تم إجراؤها عشوائياً عام 2005، وتتجاوز تجربة السرطان، أظهرت أن فيديو النمذجة بين الأقران كأداة للتثقيف النفسي أكثر فعالية من المواد المطبوعة في استعادة الطاقة / الحيوية في مرضى سرطان الثدي بعد العلاج. تناول هذا الفيلم الذي مدته 23 دقيقة، وهو متاح الآن على موقع المعهد الوطني للسرطان على الإنترنت National Cancer Institute website، تحديات إعادة الدخول في أربعة مجالات للحياة: الصحة الجسدية، الرفاهية العاطفية، العلاقات الشخصية، ووجهات نظر الحياة. تم تصميمه لتعزيز النمذجة النظيرة التكيفية، ويلاحظ الفيلم أربعة ناجين من سرطان الثدي وهم يصفون تجربتهم في كل من المجالات الأربعة، بالإضافة إلى مهارات التأقلم النشطة التي استخدموها لمواجهة التحديات المرتبطة. يتضمن الفيلم أيضًا تعليقًا من قبل خبير الأورام في سرطان الثدي على تجربة إعادة الدخول والطرق النشطة للتعامل مع المشكلات أثناء إعادة الدخول.
ومنذ ذلك الحين، تم توفير العديد من موارد الفيديو على الإنترنت للناجين من السرطان ومقدمي الرعاية لهم. تشمل الأمثلة مقطع فيديو تعليميًا عامًا حول قضايا النجاة من السرطان من إنتاج معهد الطب، وسلسلة فيديو من العيش مابعد سرطان الثدي، وهي منظمة وطنية للتعليم والدعم، تتناول قضايا محددة وأحيانًا حساسة أثناء النجاة من سرطان الثدي.